# Henning Frölich
Henning Frölich (* 16. März 1982) ist ein deutscher Basketballschiedsrichter und ehemaliger -spieler.

## Laufbahn
Frölich spielte als Jugendlicher Basketball beim Post-Sportverein Trier, im Erwachsenenbereich beim Oberligisten TVG Baskets Trier und kam in der Saison 2002/03 zusätzlich bei TBB Trier in zwei Spielen der Basketball-Bundesliga zum Einsatz.
Im Alter von 15 Jahren besaß Frölich seine erste Basketball-Schiedsrichterlizenz. Im Spieljahr 2009/10 leitete er sein erstes Bundesliga-Spiel. In der Spielart 3-gegen-3 wurde Frölich Lehrbeauftragter des Deutschen Basketball Bunds. Von 2012 bis 2016 war er beim Basketballverband Rheinland-Pfalz Referent für das Schiedsrichterwesen. Seit 2016 ist er beim selben Verband Beauftragter für das Schiedsrichterlehrwesen. Beruflich ist er im Finanzwesen tätig.